# Айюб ас-Сахтияни
Айю́б ас-Сахтия́ни (араб. أيوب السختياني‎, ум. в 749 году в Басре) — мусульманский богослов, табиин, хадисовед.
Его полное имя: Абу Бакр Айюб ибн Абу Тамима Кайсан ас-Сахтияни аль-’Анази (араб. أبو بكر أيوب بن أبي تميمة كيسان السختياني العنزي‎).
Ас-Сахтияни родился вскоре после смерти Ибн Аббаса, то есть в 687 году (по другим сведениям: в 685 году). Известно, что он застал Анаса ибн Малика, но никаких хадисов от его имени не передавал. Он слушал хадисы от Саида ибн Джубайра, Муджахида ибн Джабра, Хасана аль-Басри, Мухаммада ибн Сирина, Икримы, волноотпущенника Ибн Аббаса, Ата ибн Абу Рабаха, Нафиа, вольноотпущенника Ибн Умара, Катады и др. От него передавали хадисы: Мухаммад ибн Сирин, Ибн Шихаб аз-Зухри, Яхъя ибн Абу Касир, Шу’ба ибн аль-Хаджжадж, Суфьян ас-Саури, Малик ибн Анас, Хаммад ибн Салама, Хаммад ибн Зейд, Суфьян ибн Уяйна.
Хасан аль-Басри говорил: «Айюб (ас-Сахтияни) — господин юношей Басры». По словам аль-Хумайди, Суфьян ибн Уяйна встретился с 83 табиинами, но не видел среди них кого-либо равного Айюбу. Али ибн аль-Мадини говорил, что Айюб знал наизусть около 800 тыс. хадисов.
По словам современников, ас-Сахтияни был очень скромным и богобоязненным человеком, вёл аскетичный образ жизни, но скрывал это ото всех. Он ночами выстаивал молитвы, но ближе к утру повышал свой голос, чтобы люди подумали будто он встал только сейчас. Когда его друг Язид ибн аль-Валид стал халифом, он молил о том, чтобы халиф его забыл. Во время прогулок ас-Сахтияни старался не ходить по одним и тем же улицам из-за боязни быть узнанным людьми. Также в некоторых книгах содержатся рассказы о чудесах Айюба ас-Сахтияни, после мольбы которого из земли пробивался источник воды. Аз-Захаби признал такие предания ложными и недостоверными.
По всеобщему мнению, Айюб ас-Сахтияни скончался в 749 году во время эпидемии чумы в Басре, когда за три дня умерло около 100 тыс. жителей города.